# Thorverton
Thorverton – wieś i civil parish w Anglii, w Devon, w dystrykcie Mid Devon. W 2011 civil parish liczyła 921 mieszkańców.